# Dysstroma bicolor
Dysstroma bicolor är en fjärilsart som beskrevs av Müller 1931. Dysstroma bicolor ingår i släktet Dysstroma och familjen mätare. Inga underarter finns listade i Catalogue of Life.